# کنوود (اکلاهما)
کنوود(به انگلیسی: Kenwood) شهری در ایالت اکلاهما کشور ایالات متحده آمریکا است که جمعیت آن در سرشماری سال ۲۰۱۰ میلادی، ۱٬۲۲۴ نفر بوده‌است.